# Kenneth Taylor (fotbalista)
Kenneth Ina Dorothea Taylor (* 16. května 2002 Alkmaar) je nizozemský profesionální fotbalista, který hraje na pozici defenzivního záložníka za nizozemský klub AFC Ajax a nizozemský národní tým.

## Klubová kariéra
Taylor debutoval v Eerste Divisie za Jong Ajax 15. října 2018 v zápase proti Jong PSV, když v 70. minutě nahradil Jaspera ter Heideho.
Taylor debutoval v Eredivisi za AFC Ajax 12. prosince 2020 v zápase proti PEC Zwolle, když v 64. minutě vystřídal Perra Schuurse. V zápase proti Heracles Almelo 6. února 2022 vstřelil Taylor v 65. minutě svůj první gól v Eredivisie. V 63. minutě vystřídal Stevena Berghuise a krátce nato si našel míč od Sébastiena Hallera, což byl jeho první ligový gól.

## Reprezentační kariéra
Taylor hrál v letech 2017 až 2019 za různé nizozemské mládežnické týmy.
Dne 22. září 2022 debutoval za Nizozemsko v zápase Ligy národů UEFA 2022/23 proti Polsku.

## Kariérní statistiky

### Klubové
Platí k zápasu hranému 16. května 2023.
| Klub              | Sezóna            | Liga              | Liga   | Liga | Pohár  | Pohár | Kontinentální | Kontinentální | Ostatní | Ostatní | Celkově | Celkově |
| Klub              | Sezóna            | Divize            | Zápasy | Góly | Zápasy | Góly  | Zápasy        | Góly          | Zápasy  | Góly    | Zápasy  | Góly    |
| ----------------- | ----------------- | ----------------- | ------ | ---- | ------ | ----- | ------------- | ------------- | ------- | ------- | ------- | ------- |
| Jong Ajax         | 2018/19           | Eerste Divisie    | 1      | 0    | –      | –     | –             | –             | –       | –       | 1       | 0       |
| Jong Ajax         | 2019/20           | Eerste Divisie    | 19     | 0    | –      | –     | –             | –             | –       | –       | 19      | 0       |
| Jong Ajax         | 2020/21           | Eerste Divisie    | 29     | 7    | –      | –     | –             | –             | –       | –       | 29      | 7       |
| Jong Ajax         | 2021/22           | Eerste Divisie    | 11     | 7    | –      | –     | –             | –             | –       | –       | 11      | 7       |
| Jong Ajax         | Celkově           | Celkově           | 60     | 14   | –      | –     | –             | –             | –       | –       | 60      | 14      |
| Ajax              | 2020/21           | Eredivisie        | 3      | 0    | 0      | 0     | 0             | 0             | –       | –       | 3       | 0       |
| Ajax              | 2021/22           | Eredivisie        | 13     | 1    | 3      | 1     | 3             | 0             | 0       | 0       | 19      | 2       |
| Ajax              | 2022/23           | Eredivisie        | 30     | 8    | 3      | 1     | 8             | 0             | 1       | 0       | 42      | 9       |
| Ajax              | Celkově           | Celkově           | 46     | 9    | 6      | 2     | 11            | 0             | 1       | 0       | 64      | 11      |
| Celkově v kariéře | Celkově v kariéře | Celkově v kariéře | 106    | 23   | 6      | 2     | 11            | 0             | 1       | 0       | 124     | 25      |

### Reprezentační
Platí k zápasu hranému 24. března 2023.
| Národní tým | Rok     | Zápasy | Góly |
| ----------- | ------- | ------ | ---- |
| Nizozemsko  | 2022    | 3      | 0    |
| Nizozemsko  | 2023    | 1      | 0    |
| Celkově     | Celkově | 4      | 0    |

## Úspěchy
Ajax
- Eredivisie: 2020/21, 2021/22
- Nizozemský pohár: 2020/21

Nizozemsko U17
- Mistrovství Evropy ve fotbale hráčů do 17 let: 2019

Individuální
- Talent měsíce Eredivisie: listopad 2022